# Julia Sampson
Pour les articles homonymes, voir Sampson.
Julie Ann « Julia » Sampson épouse Hayward (née le 2 février 1934 – morte le 27 décembre 2011) est une joueuse de tennis américaine du début des années 1950. 
En 1953, elle a atteint la finale des Internationaux d'Australie, battue par sa compatriote et favorite de l'épreuve, Maureen Connolly. Avec cette dernière, elle a par ailleurs remporté le double dames la même année et, associée à Rex Hartwig, le double mixte – prenant cette fois sa revanche sur Connolly.

## Palmarès (partiel)

### Finales en simple dames
| No | Date       | Nom et lieu du tournoi                   | Catégorie | Surface      | Vainqueure       | Score    |          |
| -- | ---------- | ---------------------------------------- | --------- | ------------ | ---------------- | -------- | -------- |
| 1  | 13-11-1952 | New South Wales Championships, Sydney    |           | Gazon (ext.) | Maureen Connolly | 6-2, 6-3 |          |
| 2  | 27-11-1952 | Victorian Championships, Melbourne       |           | Gazon (ext.) | Maureen Connolly | 6-2, 6-2 |          |
| 3  | 08-01-1953 | Australian Championships, Melbourne      | G. Chelem | Gazon (ext.) | Maureen Connolly | 6-3, 6-2 | Parcours |
| 4  | 19-01-1953 | South Australian Championships, Adélaïde |           | Gazon (ext.) | Maureen Connolly | 6-2, 6-3 | Parcours |
| 5  | 08-06-1953 | Kent Championships, Beckenham            |           | Gazon (ext.) | Maureen Connolly | 6-2, 6-3 | Parcours |
| 6  | 05-07-1953 | Swedish International HC, Båstad         |           | Terre (ext.) | Maureen Connolly | 6-1, 6-3 |          |

### Titres en double dames
| No | Date       | Nom et lieu du tournoi                  | Catégorie | Surface      | Partenaire       | Finalistes                          | Score         |          |
| -- | ---------- | --------------------------------------- | --------- | ------------ | ---------------- | ----------------------------------- | ------------- | -------- |
| 1  | 02-06-1952 | US Hard Court Championships Seattle     |           | Dur (ext.)   | Mary Arnold      | Anita Kanter Patsy Heard            | 7-5, 6-2      |          |
| 2  | 13-11-1952 | New South Wales Championships Sydney    |           | Gazon (ext.) | Maureen Connolly | Mary Bevis Hawton Beryl Penrose     | 4-6, 6-2, 6-1 |          |
| 3  | 08-01-1953 | Australian Championships Melbourne      | G. Chelem | Gazon (ext.) | Maureen Connolly | Mary Bevis Hawton Beryl Penrose     | 6-4, 6-2      | Parcours |
| 4  | 19-01-1953 | South Australian Championships Adélaïde |           | Gazon (ext.) | Maureen Connolly | Helen Angwin Gwen Thiele            | 6-4, 6-1      | Parcours |
| 5  | 04-05-1953 | Internationaux d'Italie Rome            |           | Terre (ext.) | Maureen Connolly | Shirley Fry Doris Hart              | 6-8, 6-4, 6-4 |          |
| 6  | 08-06-1953 | Kent Championships Beckenham            |           | Gazon (ext.) | Maureen Connolly | Helen Fletcher Jean Quertier        | 2-6, 7-5, 9-7 | Parcours |
| 7  | 05-07-1953 | Swedish International HC Båstad         |           | Terre (ext.) | Maureen Connolly | Mary Lagerborg Birgit Gullbrandsson | 6-1, 6-1      |          |

### Finales en double dames
| No | Date       | Nom et lieu du tournoi         | Catégorie | Surface      | Vainqueures            | Partenaire       | Score    |          |
| -- | ---------- | ------------------------------ | --------- | ------------ | ---------------------- | ---------------- | -------- | -------- |
| 1  | 20-05-1953 | Internationaux de France Paris | G. Chelem | Terre (ext.) | Shirley Fry Doris Hart | Maureen Connolly | 6-4, 6-3 | Parcours |
| 2  | 22-06-1953 | The Championships Wimbledon    | G. Chelem | Gazon (ext.) | Shirley Fry Doris Hart | Maureen Connolly | 6-0, 6-0 | Parcours |

### Titre en double mixte
| No | Date       | Nom et lieu du tournoi             | Catégorie | Surface      | Partenaire  | Finalistes                           | Score    |          |
| -- | ---------- | ---------------------------------- | --------- | ------------ | ----------- | ------------------------------------ | -------- | -------- |
| 1  | 08-01-1953 | Australian Championships Melbourne | G. Chelem | Gazon (ext.) | Rex Hartwig | Maureen Connolly Hamilton Richardson | 6-4, 6-3 | Parcours |

### Finales en double mixte
| No | Date       | Nom et lieu du tournoi                  | Catégorie | Surface      | Vainqueures               | Partenaire  | Score         |          |
| -- | ---------- | --------------------------------------- | --------- | ------------ | ------------------------- | ----------- | ------------- | -------- |
| 1  | 19-01-1953 | South Australian Championships Adélaïde |           | Gazon (ext.) | Maureen Connolly Lew Hoad | Rex Hartwig | 6-3, 2-6, 6-4 | Parcours |
| 2  | 29-08-1953 | US National Championships Forest Hills  | G. Chelem | Gazon (ext.) | Doris Hart Vic Seixas     | Rex Hartwig | 6-2, 4-6, 6-4 | Parcours |

## Parcours en Grand Chelem (partiel)
Si l’expression « Grand Chelem » désigne classiquement les quatre tournois les plus importants de l’histoire du tennis, elle n'est utilisée pour la première fois qu'en 1933, et n'acquiert la plénitude de son sens que peu à peu à partir des années 1950.

### En simple dames
| Année | Championnat d'Australie | Championnat d'Australie | Internationaux de France | Internationaux de France | Wimbledon     | Wimbledon   | US National     | US National |
| ----- | ----------------------- | ----------------------- | ------------------------ | ------------------------ | ------------- | ----------- | --------------- | ----------- |
| 1951  | -                       | -                       | -                        | -                        | -             | -           | 1er tour (1/32) | Doris Hart  |
| 1953  | Finale                  | Maureen Connolly        | 3e tour (1/8)            | Jean Quertier            | 1/4 de finale | Shirley Fry | -               | -           |

À droite du résultat, l’ultime adversaire.

### En double dames
| Année | Championnat d'Australie | Championnat d'Australie  | Internationaux de France | Internationaux de France | Wimbledon          | Wimbledon              | US National | US National |
| 1953  | Victoire M. Connolly    | Mary Bevis Beryl Penrose | Finale M. Connolly       | Shirley Fry Doris Hart   | Finale M. Connolly | Shirley Fry Doris Hart | -           | -           |

Sous le résultat, la partenaire ; à droite, l’ultime équipe adverse.

### En double mixte
| Année | Championnat d'Australie | Championnat d'Australie   | Internationaux de France | Internationaux de France | Wimbledon | Wimbledon | US National        | US National           |
| 1953  | Victoire Rex Hartwig    | M. Connolly H. Richardson | 1/2 finale Ken Rosewall  | Doris Hart Vic Seixas    | -         | -         | Finale Rex Hartwig | Doris Hart Vic Seixas |

Sous le résultat, le partenaire ; à droite, l’ultime équipe adverse.